# Deutscher Sportclub Arminia Bielefeld 1979-1980
Questa voce raccoglie le informazioni riguardanti il Deutscher Sportclub Arminia Bielefeld nelle competizioni ufficiali della stagione 1979-1980.

## Stagione
Nella stagione 1979-1980 l'Arminia Bielefeld, allenato da Otto Rehhagel, [[]] e Hans-Dieter Tippenhauer, concluse il campionato di 2. Bundesliga al 1º posto. In Coppa di Germania l'Arminia Bielefeld fu eliminato al terzo turno dal Borussia Dortmund.

## Rosa
| N. |                     | Ruolo | Calciatore             |
| -- | ------------------- | ----- | ---------------------- |
|    | Germania (bandiera) | P     | Friedel Schüller       |
|    | Germania (bandiera) | P     | Uli Stein              |
|    | Germania (bandiera) | D     | Eduard Angele          |
|    | Germania (bandiera) | D     | Wolfgang Berg          |
|    | Germania (bandiera) | D     | Heiko Meier            |
|    | Germania (bandiera) | D     | Hans-Werner Moors      |
|    | Germania (bandiera) | D     | Detlef Schnier         |
|    | Germania (bandiera) | C     | Ulrich Büscher         |
|    | Germania (bandiera) | C     | Norbert Eilenfeldt     |
|    | Germania (bandiera) | C     | Lorenz-Günther Köstner |

| N. |                     | Ruolo | Calciatore          |
| -- | ------------------- | ----- | ------------------- |
|    | Germania (bandiera) | C     | Peter Krobbach      |
|    | Germania (bandiera) | C     | Frank Pagelsdorf    |
|    | Germania (bandiera) | C     | Roland Peitsch      |
|    | Germania (bandiera) | C     | Wolfgang Pohl       |
|    | Germania (bandiera) | C     | Helmut Schröder     |
|    | Germania (bandiera) | C     | Roland Weidle       |
|    | Germania (bandiera) | A     | Volker Graul        |
|    | Germania (bandiera) | A     | Stefan Kühlhorn     |
|    | Germania (bandiera) | A     | Christian Sackewitz |
|    | Germania (bandiera) | A     | Gerd-Volker Schock  |

## Organigramma societario
Area tecnica
- Allenatore: Hans-Dieter Tippenhauer
- Allenatore in seconda:
- Preparatore dei portieri:
- Preparatori atletici:

## Calciomercato

### Sessione estiva
| Acquisti | Acquisti           | Acquisti  | Acquisti |
| R.       | Nome               | da        | Modalità |
| -------- | ------------------ | --------- | -------- |
| D        | Wolfgang Berg      | Osnabrück |          |
| C        | Ulrich Büscher     | Osnabrück |          |
| D        | Detlef Schnier     | Osnabrück |          |
| A        | Gerd-Volker Schock | Osnabrück |          |

| Cessioni | Cessioni          | Cessioni    | Cessioni |
| R.       | Nome              | a           | Modalità |
| -------- | ----------------- | ----------- | -------- |
| A        | Harry Ellbracht   | Monaco 1860 |          |
| A        | Hans-Gerd Schildt | Salisburgo  |          |

### Sessione invernale
| Acquisti | Acquisti | Acquisti | Acquisti |
| R.       | Nome     | da       | Modalità |
| -------- | -------- | -------- | -------- |

| Cessioni | Cessioni      | Cessioni | Cessioni |
| R.       | Nome          | a        | Modalità |
| -------- | ------------- | -------- | -------- |
| A        | Billy Ohlsson | Hammarby |          |

## Risultati

### 2. Bundesliga

#### Girone di andata
| Arbitro: | Heitmann |

|           |           |                          |
| Lücke 35’ | Marcatori | 58’ Schock 70’ Ellbracht |

| Arbitro: | Kohnen |

|                                              |           |             |
| Sackewitz 51’ Klinger 61’ (aut.) Köstner 75’ | Marcatori | 83’ Diemand |

| Arbitro: | Gathmann |

|                              |           |  |
| Eilenfeldt 42’ Sackewitz 87’ | Marcatori |  |

| Osnabrück 17 agosto 1979 4ª giornata | Osnabrück | 0 – 0 referto | Arminia Bielefeld | Stadion an der Bremer Brücke (12 000 spett.)\| Arbitro: \| Retzmann \| |
| Arbitro:                             | Retzmann  |               |                   |                                                                        |

| Arbitro: | Hennig |

|                                               |           |           |
| Graul 9’ Köstner 62’ Sackewitz 66’ Schock 71’ | Marcatori | 74’ Vogel |

| Arbitro: | Wippker |

|              |           |  |
| Buhsfeld 70’ | Marcatori |  |

| Arbitro: | Uhlig |

|                          |           |            |
| Schock 53’ Sackewitz 83’ | Marcatori | 37’ Lander |

| Arbitro: | Barnick |

|                      |           |                         |
| Mrosko 29’ Sagna 80’ | Marcatori | 19’ Sackewitz 71’ Graul |

| Arbitro: | Eggers |

|                                                       |           |  |
| Schock 12’, 39’, 87’ Peitsch 29’ (rig.) Sackewitz 67’ | Marcatori |  |

| Arbitro: | Zittrich |

|             |           |              |
| Schmitz 78’ | Marcatori | 7’ Sackewitz |

| Arbitro: | Ahlenfelder |

|                                   |           |  |
| Pohl 42’ Sackewitz 58’ Schock 79’ | Marcatori |  |

| Arbitro: | Rieb |

|                               |           |                                                          |
| Schmitt 72’ (rig.) Jakobs 79’ | Marcatori | 6’ (aut.) Jakobs 56’ Schock 60’ Sackewitz 65’ Eilenfeldt |

| Arbitro: | Horstmann |

|                                                   |           |             |
| Schock 23’, 56’ Eilenfeldt 43’, 51’ Sackewitz 68’ | Marcatori | 52’ Bittner |

| Arbitro: | Schön |

|            |           |                                      |
| Breuer 66’ | Marcatori | 24’, 77’ Sackewitz 47’, 89’ Schröder |

| Arbitro: | Winkler |

|                                                                                     |           |            |
| Eilenfeldt 6’, 75’ Sackewitz 23’ Schock 25’ Schröder 31’ Pagelsdorf 72’ Schnier 88’ | Marcatori | 5’ Bartels |

| Arbitro: | Glasneck |

|  |           |                                   |
|  | Marcatori | 59’ Sackewitz 79’, 90’ Eilenfeldt |

| Arbitro: | Meijerink |

|                                             |           |  |
| Eilenfeldt 8’ Peitsch 28’ (rig.) Angele 82’ | Marcatori |  |

| Arbitro: | Kautschor |

|  |           |                        |
|  | Marcatori | 46’ Sackewitz 52’ Pohl |

| Arbitro: | Gabriel |

|                           |           |                         |
| Schock 31’ Eilenfeldt 61’ | Marcatori | 24’ (rig.), 90’ Seegler |

#### Girone di ritorno
| Arbitro: | Lins |

|                                                                |           |  |
| Sackewitz 2’, 90’ Schock 4’ Eilenfeldt 19’ Pagelsdorf 52’, 67’ | Marcatori |  |

| Arbitro: | Prinz |

|                            |           |                     |
| Herget 48’ Bönighausen 64’ | Marcatori | 28’, 39’ Eilenfeldt |

| Arbitro: | Zittrich |

|                             |           |                          |
| Clute-Simon 2’ Bertrams 10’ | Marcatori | 21’, 44’, 71’ Eilenfeldt |

| Arbitro: | Kasperowski |

|                                  |           |  |
| Peitsch 40’ (rig.) Sackewitz 56’ | Marcatori |  |

| Arbitro: | Niemann |

|              |           |                              |
| Karadžić 11’ | Marcatori | 20’ Sackewitz 55’ Pagelsdorf |

| Arbitro: | Eggers |

|                                                                |           |                  |
| Peitsch 21’ (rig.) Eilenfeldt 40’ Schröder 72’ Schock 83’, 88’ | Marcatori | 63’ (rig.) Halbe |

| Arbitro: | Roth |

|  |           |                                   |
|  | Marcatori | 29’ Eilenfeldt 31’, 80’ Sackewitz |

| Arbitro: | Brückner |

|                                |           |  |
| Peitsch 10’ (rig.) Büscher 22’ | Marcatori |  |

| Arbitro: | Burgers |

|  |           |                    |
|  | Marcatori | 53’, 57’ Sackewitz |

| Arbitro: | Heitmann |

|                               |           |             |
| Schock 35’ Sackewitz 44’, 89’ | Marcatori | 60’ Lüttges |

| Arbitro: | Retzmann |

|             |           |                    |
| Mödrath 81’ | Marcatori | 4’, 53’ Eilenfeldt |

| Arbitro: | Glasneck |

|                                                |           |  |
| Eilenfeldt 33’, 63’ Schock 62’, 80’ Weidle 75’ | Marcatori |  |

| Arbitro: | Kautschor |

|  |           |                |
|  | Marcatori | 17’ Eilenfeldt |

| Arbitro: | Niemann |

|                                              |           |  |
| Eilenfeldt 30’, 89’ Sackewitz 54’ Schock 61’ | Marcatori |  |

| Arbitro: | Kohnen |

|                              |           |                               |
| Schmid 12’ Krumbein 71’, 74’ | Marcatori | 39’ Schock 77’ (rig.) Peitsch |

| Arbitro: | Kohnen |

|                                             |           |                   |
| Sackewitz 25’, 41’, 48’ Eilenfeldt 44’, 84’ | Marcatori | 70’ (rig.) Redder |

| Arbitro: | Filipiak |

|                                 |           |                                 |
| Witt 26’ Möller 88’ Stelzer 90’ | Marcatori | 42’ Schröder 54’, 65’ Sackewitz |

| Arbitro: | Barnick |

| |           |  |
| Pagelsdorf 11’, 43’ Eilenfeldt 25’, 83’ Sackewitz 35’, 46’ (rig.), 64’ Büscher 41’, 54’ Schock 53’ Krobbach 88’ | Marcatori |  |

| Arbitro: | Redelfs |

|                    |           |                                          |
| Seegler 80’ (rig.) | Marcatori | 5’ Eilenfeldt 22’ Krobbach 79’ Sackewitz |

### Coppa di Germania
| Arbitro: | Zittrich |

|            |           |  |
| Schock 27’ | Marcatori |  |

| Arbitro: | Kohnen |

|           |           |                                                                                       |
| Voigt 51’ | Marcatori | 4’, 31’, 50’, 66’ Eilenfeldt 5’ Schock 30’ Köstner 85’ (aut.) Buchberger 88’ Krobbach |

| Arbitro: | Gabor |

|                                      |           |                |
| Frank 39’ Burgsmüller 116’ Vöge 117’ | Marcatori | 75’ Eilenfeldt |

## Statistiche

### Statistiche di squadra
| Competizione      | Punti | In casa | In casa | In casa | In casa | In casa | In casa | In trasferta | In trasferta | In trasferta | In trasferta | In trasferta | In trasferta | Totale | Totale | Totale | Totale | Totale | Totale | DR  |
| Competizione      | Punti | G       | V       | N       | P       | Gf      | Gs      | G            | V            | N            | P            | Gf           | Gs           | G      | V      | N      | P      | Gf     | Gs     | DR  |
| ----------------- | ----- | ------- | ------- | ------- | ------- | ------- | ------- | ------------ | ------------ | ------------ | ------------ | ------------ | ------------ | ------ | ------ | ------ | ------ | ------ | ------ | --- |
| 2. Bundesliga     | 66    | 19      | 18      | 1       | 0       | 79      | 10      | 19           | 12           | 5            | 2            | 41           | 21           | 38     | 30     | 6      | 2      | 120    | 31     | +89 |
| Coppa di Germania | -     | 1       | 1       | 0       | 0       | 1       | 0       | 2            | 1            | 0            | 1            | 9            | 4            | 3      | 2      | 0      | 1      | 10     | 4      | +6  |
| Totale            | 66    | 20      | 19      | 1       | 0       | 80      | 10      | 21           | 13           | 5            | 3            | 50           | 25           | 41     | 32     | 6      | 3      | 130    | 35     | +95 |

### Andamento in campionato
| Giornata  | 1 | 2 | 3 | 4 | 5 | 6 | 7 | 8 | 9 | 10 | 11 | 12 | 13 | 14 | 15 | 16 | 17 | 18 | 19 | 20 | 21 | 22 | 23 | 24 | 25 | 26 | 27 | 28 | 29 | 30 | 31 | 32 | 33 | 34 | 35 | 36 | 37 | 38 |
| --------- | - | - | - | - | - | - | - | - | - | -- | -- | -- | -- | -- | -- | -- | -- | -- | -- | -- | -- | -- | -- | -- | -- | -- | -- | -- | -- | -- | -- | -- | -- | -- | -- | -- | -- | -- |
| Luogo     | T | C | C | T | C | T | C | T | C | T  | C  | T  | C  | T  | C  | T  | C  | T  | C  | C  | T  | T  | C  | T  | C  | T  | C  | T  | C  | T  | C  | T  | C  | T  | C  | T  | C  | T  |
| Risultato | V | V | V | N | V | P | V | N | V | N  | V  | V  | V  | V  | V  | V  | V  | V  | N  | V  | N  | V  | V  | V  | V  | V  | V  | V  | V  | V  | V  | V  | V  | P  | V  | N  | V  | V  |
| Posizione | 5 | 3 | 1 | 1 | 1 | 2 | 1 | 2 | 2 | 2  | 1  | 1  | 1  | 1  | 1  | 1  | 1  | 1  | 1  | 1  | 1  | 1  | 1  | 1  | 1  | 1  | 1  | 1  | 1  | 1  | 1  | 1  | 1  | 1  | 1  | 1  | 1  | 1  |

Legenda:

Luogo: C = Casa; T = Trasferta. Risultato: V = Vittoria; N = Pareggio; P = Sconfitta.

### Statistiche dei giocatori
| Giocatore     | 2. Bundesliga | 2. Bundesliga | 2. Bundesliga | 2. Bundesliga | Coppa di Germania | Coppa di Germania | Coppa di Germania | Coppa di Germania | Totale   | Totale | Totale      | Totale     |
| Giocatore     | Presenze      | Reti          | Ammonizioni   | Espulsioni    | Presenze          | Reti              | Ammonizioni       | Espulsioni        | Presenze | Reti   | Ammonizioni | Espulsioni |
| ------------- | ------------- | ------------- | ------------- | ------------- | ----------------- | ----------------- | ----------------- | ----------------- | -------- | ------ | ----------- | ---------- |
| E. Angele     | 22            | 1             | 1             | 0             | 1                 | 0                 | 1                 | 0                 | 23       | 1      | 2           | 0          |
| W. Berg       | 0             | 0             | 0             | 0             | 0                 | 0                 | 0                 | 0                 | 0        | 0      | 0           | 0          |
| U. Büscher    | 27            | 3             | 3             | 0             | 1                 | 0                 | 0                 | 0                 | 28       | 3      | 3           | 0          |
| N. Eilenfeldt | 38            | 30            | 0             | 0             | 3                 | 5                 | 0                 | 0                 | 41       | 35     | 0           | 0          |
| H. Ellbracht  | 6             | 1             | 0             | 0             | 1                 | 0                 | 0                 | 0                 | 7        | 1      | 0           | 0          |
| V. Graul      | 16            | 2             | 0             | 0             | 3                 | 0                 | 0                 | 0                 | 19       | 2      | 0           | 0          |
| P. Krobbach   | 26            | 2             | 0             | 0             | 3                 | 1                 | 0                 | 0                 | 29       | 3      | 0           | 0          |
| L. Köstner    | 31            | 2             | 0             | 0             | 3                 | 1                 | 1                 | 0                 | 34       | 3      | 1           | 0          |
| S. Kühlhorn   | 1             | 0             | 1             | 0             | 0                 | 0                 | 0                 | 0                 | 1        | 0      | 1           | 0          |
| H. Meier      | 2             | 0             | 0             | 0             | 0                 | 0                 | 0                 | 0                 | 2        | 0      | 0           | 0          |
| H. Moors      | 14            | 0             | 1             | 0             | 1                 | 0                 | 0                 | 0                 | 15       | 0      | 1           | 0          |
| F. Pagelsdorf | 36            | 6             | 1             | 0             | 2                 | 0                 | 0                 | 0                 | 38       | 6      | 1           | 0          |
| R. Peitsch    | 38            | 6             | 2             | 0             | 2                 | 0                 | 0                 | 0                 | 40       | 6      | 2           | 0          |
| W. Pohl       | 36            | 2             | 2             | 0             | 3                 | 0                 | 1                 | 0                 | 39       | 2      | 3           | 0          |
| C. Sackewitz  | 36            | 35            | 4             | 0             | 3                 | 0                 | 0                 | 0                 | 39       | 35     | 4           | 0          |
| D. Schnier    | 13            | 1             | 0             | 0             | 0                 | 0                 | 0                 | 0                 | 13       | 1      | 0           | 0          |
| G. Schock     | 37            | 21            | 1             | 0             | 3                 | 2                 | 0                 | 0                 | 40       | 23     | 1           | 0          |
| H. Schröder   | 34            | 5             | 3             | 0             | 3                 | 0                 | 0                 | 0                 | 37       | 5      | 3           | 0          |
| F. Schüller   | 12            | 0             | 0             | 0             | 2                 | 0                 | 0                 | 0                 | 14       | 0      | 0           | 0          |
| U. Stein      | 26            | 0             | 0             | 0             | 1                 | 0                 | 0                 | 0                 | 27       | 0      | 0           | 0          |
| R. Weidle     | 21            | 1             | 2             | 0             | 2                 | 0                 | 0                 | 0                 | 23       | 1      | 2           | 0          |